# Contra-investigación (película, 2007)
Contre-enquête (Contra-investigación) es una película policial francesa realizada por Franck Mancuso, estrenada en el año 2007, con Jean Dujardin en el rol principal.

## Sinopsis
En la brigada criminal, el capitán Malinowski con frecuencia debe hacer frente a situaciones difíciles. Un día, su hija es violada y luego asesinada, y su vida se conmueve y parece detenerse. A la vista de esta gran desgracia, sus colegas rápidamente se encargan de la investigación.
Un hombre, Daniel Eckman, no tarda en ser arrestado y luego es condenado, aunque él afirma ser inocente. Vistos los acontecimientos, el condenado escribe una carta al padre de la víctima, Malinowski, quien entonces comienza a dudar de las primeras y apresuradas conclusiones de la investigación, y en consecuencia va a dirigir una contra-investigación en solitario.

## Ficha técnica
- Título: Contre-enquête
- Realización: Franck Mancuso
- Adaptación (trama) : Franck Mancuso, según la obra de Lawrence Block
- Producción: Patrick Giménez, Eric Hubert, Romain Le Grand
- Música original: Krishna Levy
- Fotografía: Jérôme Alméras
- Sonido: Laurent Poirier
- Montaje: Andrea Sedlácková
- Casting: Virginie Ogouz
- Vestimenta: Jean-Daniel Vuillermoz
- Sociedades de producción: Galfin Productions, Epheme Productions, Pathé Renn Productions, M6 Films
- Sociedades de distribución: Pathé Distribution (Francia)
- Presupuesto: 7 600 000 euros
- País de origen:  Francia
- Lengua original: francés
- Género: film policial
- Formato: Color - 35 mm
- Duración: 85 minutos (en Francia)
- Año de producción: 2006
- Fechas de estreno:
  -  Alemania: 10 de febrero 2007
  -  Francia: 7 de marzo 2007
  -  Bélgica: 7 de marzo 2007

## Reparto
- Jean Dujardin: Richard Malinowski
- Laurent Lucas: Daniel Eckman
- Agnès Blanchot: Claire Malinowski
- Alexandra Goncalvez: Emilie Malinowski
- Aurélien Recoing: Josse
- Jacques Frantz: Michel Arnalde
- Jean-François Garreaud: Salinas
- Jean-Pierre Cassel: Doctor Delmas
- Claudine Vincent: Catherine Courrieux
- Caroline Santini: Christiane Carlier
- Marie Guillard: Mathilde Josse
- Gabriel Mancuso: Gabriel Josse
- Thierry Bosc: Albin Schneider
- Jean-Pierre Germain: Jean-François Perrin
- Benjamin Guyot: Lebars
- Luc Lavandier: Mertens
- Alain Meunier: Teniente Tarnos
- Jean-Pierre Rochette: Gino Battista
- Arsène Mosca: Ardouin
- Roland Timsit: Metlouti
- Hocine Choutri: Nault
- Nicolas Silberg: Abogado Beckers
- Marie Espinosa: Vanessa
- Marie Lenoir: Présidente des Assises
- Françoise Pinkwasser: Annette Salinas
- Sophie Barjac: Juez Arcaro
- Philippe Ogouz: Presidente de la sala de revisión de procesos penales
- Georges Bécot: Abogado Fiorucci
- Marc Samuel: Abogado Darnay
- François Aramburu: Dr. Stéphanel
- Virginie Ledieu: Charlène Kraus
- Emmanuel Guttierez: Antoine Valdes
- Pierre-Jean Chérer: Stéphane Alexandre
- Fabrice Herbaut: Periodista
- Patrick Giménez: Periodista
- Joseph Leroux: Sylvain Ferro
- Régis Romele: Empleado de pompas fúnebres
- Alexandra Goncalvez: Emilie Malinowski
- Sébastien Lalanne: Abogado de Daniel Eckman
- Sophie Mounicot: un inspector de policía